# أولاد عيسى (أولاد عيسى، إقليم الجديدة)
أولاد عيسى هي إحدى مشيخات المملكة المغربية، تتبع جغرافيا لإقليم الجديدة وإداريًا لجماعة أولاد عيسى. يقدر عدد سكانها بـ 34551 نسمة حسب الإحصاء الرسمي للسكان والسكنى لسنة 2004.